# Xacolí
El xacolí és un vi d'agulla (lleugerament efervescent), sovint blanc, amb forta acidesa i poc alcohol, produït al País Basc sota tres DO Txakolí. Tradicionalment també es produeix a Navarra i, en menor mesura, a les àrees de Cantàbria i Burgos properes al País Basc, però sense DO.

## Història

### Prehistòria i antiguitat
A la regió d'Àlaba, la vinificació té una llarga tradició que arriba al 760 abans de Crist. Els primers documents sobre la vinificació del xacolí en la de Biscaia són testificats al segle viii.

### Edat mitjana i Renaixement

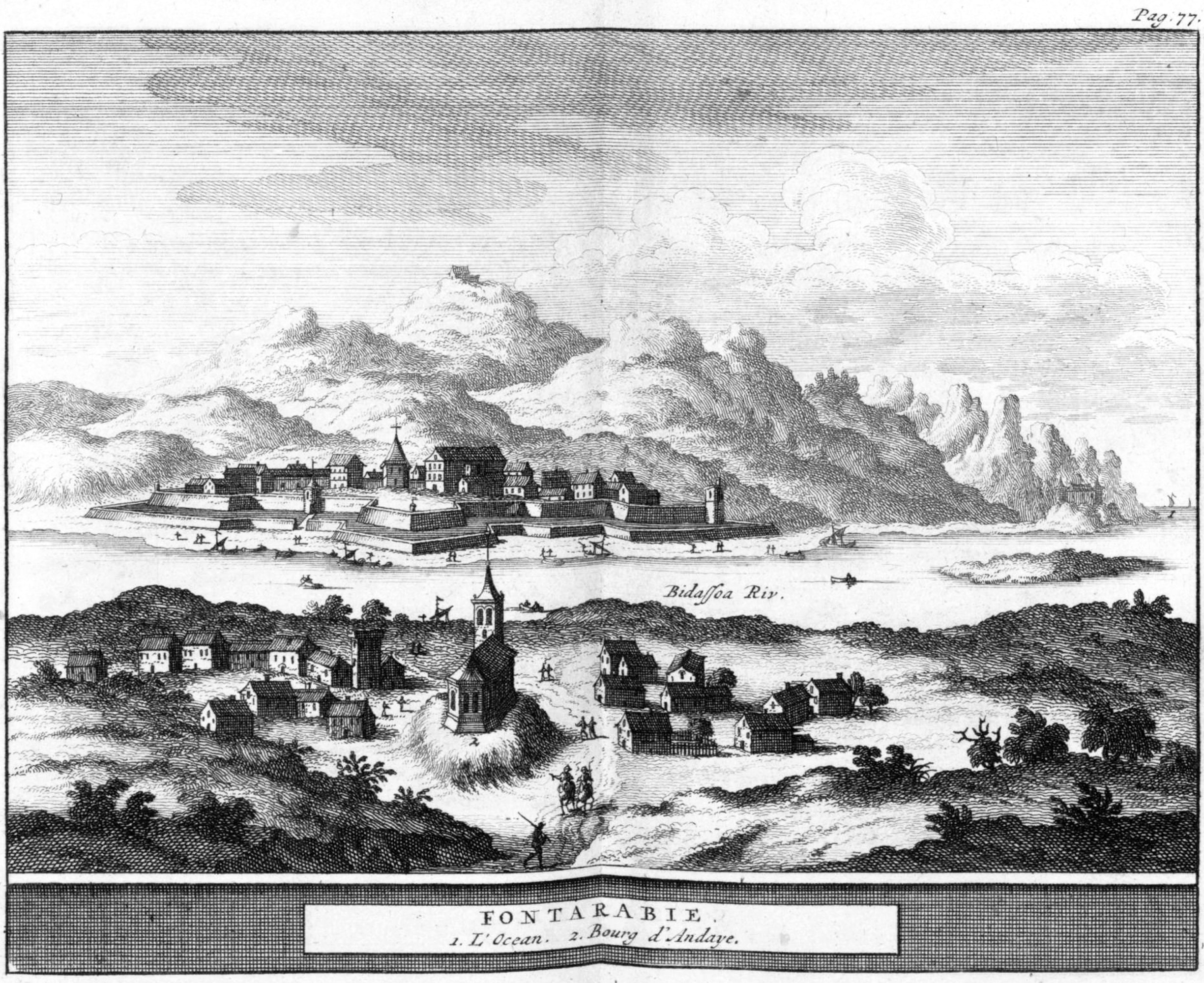
Al camí de Compostel·la, Hendaia i Hondarribia (al primer pla),
Gravat del segle XVII

Al llarg de l'Edat Mitjana, els Camins de pelegrinatge de Sant Jaume, que tenien com a punt de sortida Lo Puèi de Velai, Vézelay, Orleans o Arle, convergien cap a aquesta zona. Els monjos de l'Abadia de Roncesvalls van establir vinyes amb aquestes varietats de vi autòctones, del priorat d'Irulegi fins a Hondarribia. S'hi trobaven ja varietats de vi properes al tannat, mansengs i altres courbus.
Aquesta tradició va continuar en el transcurs del Renaixement. Però aquest període va estar lluny de ser favorable a la vinya. El 1521, Navarra va ser envaïda per les tropes espanyoles i el seu territori al sud dels Pirineus va ser annexat a Espanya, mitjançant promesa reial de respectar els furs de Navarra. I és el 1659 que va ser signat el tractat dels Pirineus a l'illa dels Faisans que va marcar l'acostament d'Espanya i de França, i el reconeixement implícit de la frontera al País Basc, que va separar definitivament en dues parts Navarra.

### Període modern
Aquesta vinya era gairebé en perill de desaparició cap a mitjans del segle xix. Ho va continuar sent fins als anys 1980. El vi de xacolí era essencialment vinificat per cada propietari a casa seva i begut gairebé exclusivament al País Basc.

### Període contemporani
A partir de 1994, algunes collites de xacolí han aconseguit atènyer els criteris de qualitat per tal d'obtenir la certificació de Denominación d'Origen. Amb la qualitat millorada, la difusió i la demanda del producte han augmentat significativament. Avui, no és rar veure a la vora de les carreteres la presència de Txakolíndegi (lloc on es fabrica i es degusta el xacolí) que són tan populars com els Sagardotegi (lloc on es fabrica sidra).

## Etimologia
La paraula xacolí o txakolin(a) en basc (pronunciat [tʃakoˈliɲa]) és d'origen basc però l'única part evident és el seu sufix. Així, els productes i, més freqüentment, els liquid com per exemple ozpin que significa «vinagre» tenen un afix " in " que s'hi afegeix. L'arrel de la paraula continua sent tanmateix enigmàtica quant al seu origen etimològic segons Resurrección María Azkue.
En espanyol, s'anomena chacolí però es troba sovint basquitzat al País Basc i en la seva comercialització. S'escriu més aviat El xacolí de Bizkaia que El chacolí de Vizcaya o El xacolí de Getaria

## Situació geogràfica

### Orografia
La muntanya ocupa més de la meitat del país amb la Serralada Cantàbrica que es perllonga cap a Bilbao. És formada d'una successió de serres: la serra d'Aralar, la serra d'Urbasa i la serra d'Andia.

### Geologia
Les formacions geològiques són molt heterogènies. Es troba gres calcari, margues blaves a la costa basca, o flysh a la Badia de Loya o a Zumaia.

### Climatologia
El clima del País Basc és variat i fortament és influenciat per l'oceà Atlàntic. El litoral es beneficia de la influència del Corrent del Golf, que dona un clima temperat i temperatures dolces. La temperatura anual mitjana és de 13 °C. Els vents dominants són orientats d'oest a est i porten precipitacions regulars a l'hivern. Al sud, vents del sud anomenats localment haize hegoa permeten rescalfar tot el país. Els estius continuen sent dolços gràcies a l'oceà. Les pluges són bastant abundants i cauen molt ràpidament en forma de tempestes la qual cosa dona una vegetació rica i verda fins i tot a l'estiu. Cap al sud del País Basc, el clima es fa més aviat mediterrani fins i tot gairebé continental amb hiverns secs i freds i una vegetació més desèrtica.
Els xacolís, en la seva gran majoria, provenen de vinyes properes al Golf de Gasconya. Aquestes zones tenen una forta pluviositat (entre 1.000 mm i 1.600 mm de precipitacions anuals de mitjana) i temperatures mitjanes entre 7,5 °C i 18,7 °C però, de vegades, les vinyes poden patir gelades.

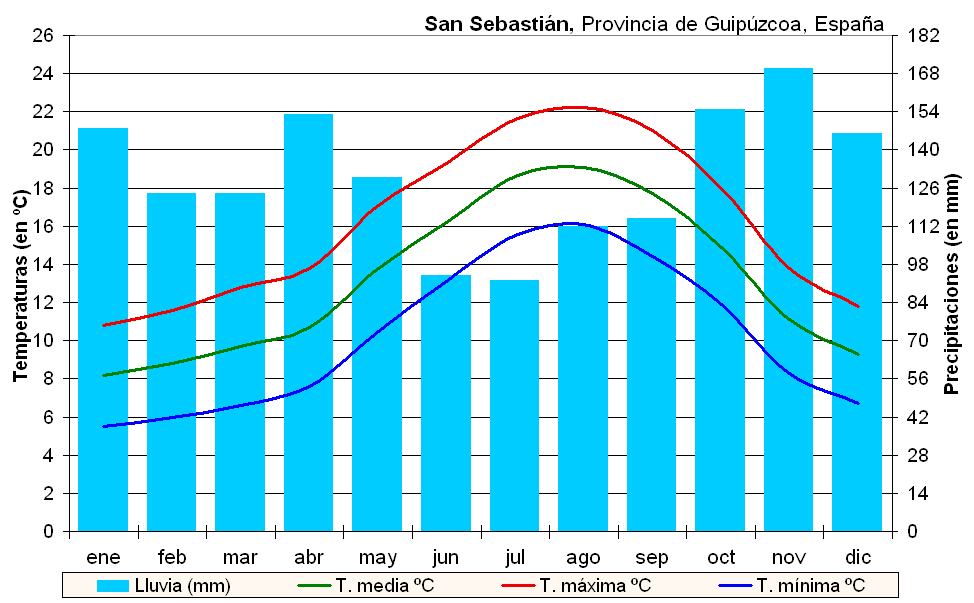
Gràfic climatològic del País Basc (dades de San Sebastià)

## Vinya

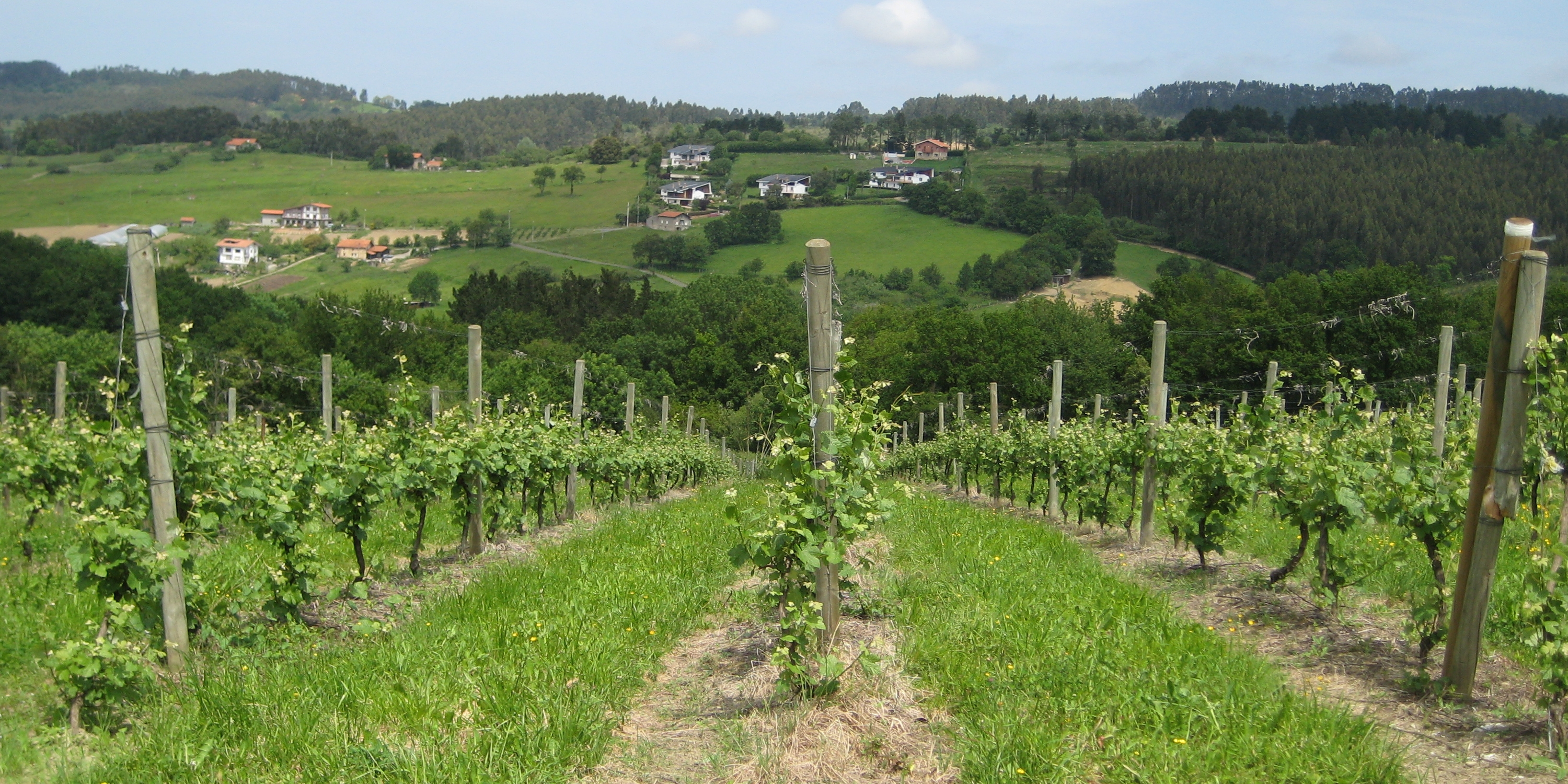
Vinyes prop d'Erandio

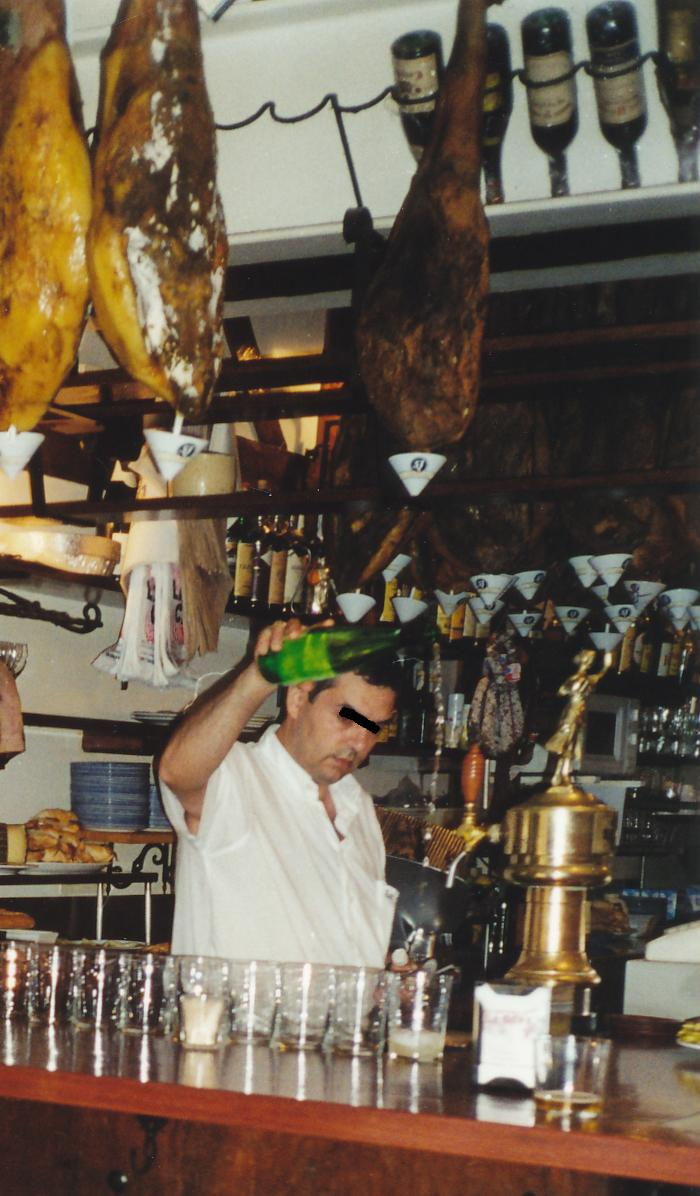
Xacolí en Sant Sebastià

### Presentació
La vinya s'estén per les províncies de Biscaia, Guipúscoa i Àlaba.

### Ceps dominants
Xacolí de Getaria : Hondarribi zuri (Courbu), Hondarribi Zuri Zerratia (Petit Courbu), Izkiriota (Gros Manseng), Riesling i Chardonnay; pel rosat i el negre, el Hondarribi beltza
- Xacolí de Biscaia : Hondarribi Beltza, Ondarrabi Zuri Zerratia (Petit Courbu), Mune Mahatsa (Folle Blanche), Izkiriota (Gros Manseng), Izkiriota Ttippia (Petit Manseng), Sauvignon blanc, Riesling, Chardonnay i Hondarribi Zuri
- Xacolí d'Àlaba : Hondarribi Zuria (« Blanc Hondarribi ») i altres raims també són autoritzats : Bordeleza Zuria (Folle Blanche), Izkiriota Ttipia (Petit Manseng), Izkiriota (Gros Manseng) i Courbu

### Mètodes culturals

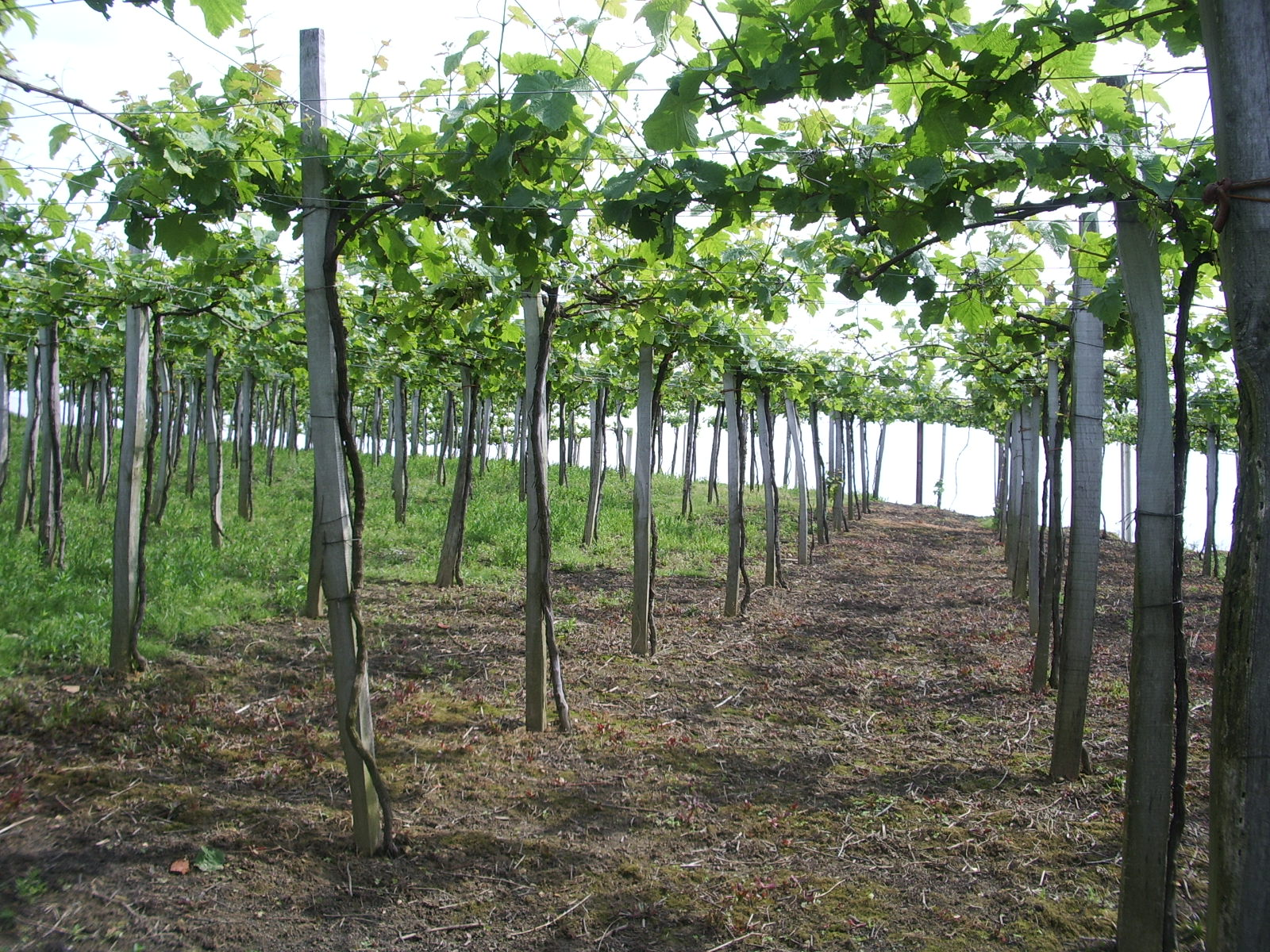
Les vinyes de Getariako Txakolína a mitja alçada

Les vinyes es planten a 1,10 m d'alçària i en talla llarga. Fa encara alguns decennis, la seva alçada atenyia entre 1,50 i 2 metres en el conjunt del País Basc.

### Vinificació i cria
El xacolí tradicionalment era criat en grans i molt velles tones de roure, però la majoria del xacolí produït avui és fermentat en cups d'acer inoxidable.

### Terrer i vins

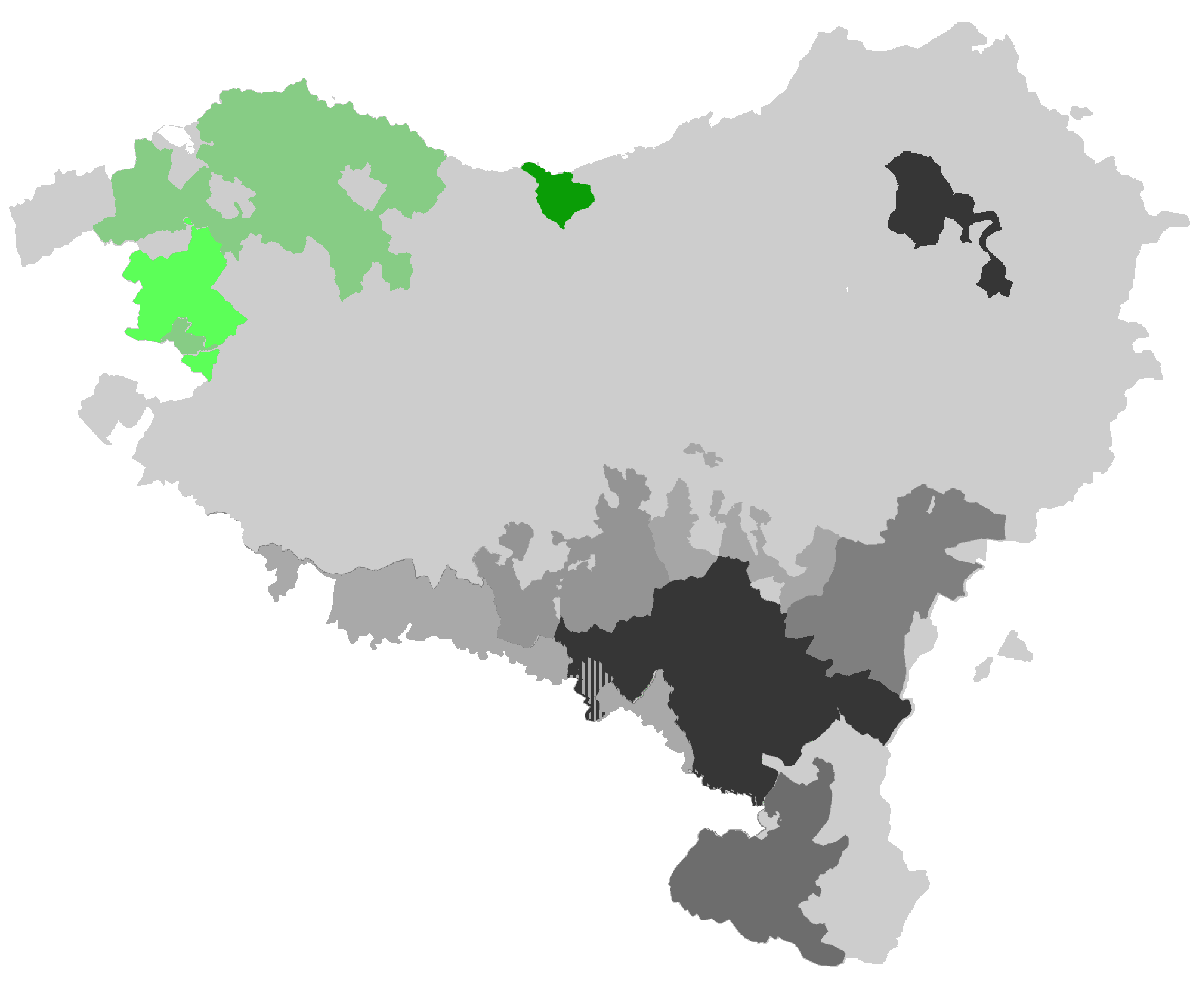
Xacolí d'Àlaba
Xacolí de Biscaia
Xacolí de Getaria

Hi ha tres xacolís certificats. Aquest vi posseeix així tres denominacions controlades:
- D.O. Getariako Txakolina, produïts al voltant de la ciutat de Getaria a Guipúscoa (DO des de 1989).
- D.O. Bizkaiako Txakolina, produït al llarg de la costa de Biscaia (DO des de 1994)
- D.O. Arabako Txakolina, produït a la província d'Àlaba, al voltant de la ciutat d'Amurrio (DO des de 2001)

- Xacolí de Getaria

Xacolí de Getaria (Getariako Txakolina en basc, Chacolí de Guetaria en espanyol). Aquesta varietat ve d'una petita regió de Guipúscoa al voltant de Getaria, Zarautz i Aia i el seu color és molt groc podent anar fins al verd. Va ser la primera varietat de xacolí a rebre la certificació DO el 1989. Encara que la superfície cultivada hagi augmentat, passant de 60 ha. a 177 ha. des de la certificació, el xacolí de Getaria continua sent la més petita denominació en termes de superfície cultivada. Cada any, es produeixen aproximadament 9.000 hectolitres principalment en pendents orientats sud-est per tal de protegir les vinyes del mal temps que ve de l'Atlàntic. Contràriament a moltes vinyes, els ceps d'aquest xacolí són cultivats segons un sistema de parres o enreixat (parra en basc). Amb aquest mètode, que recorda la dels vinhos verdes a Portugal, les vinyes són cultivades a una major alçada sobre el sòl, el fullatge continu formant un cobert que permet millorar el microclima.
Els tipus de varietat de vi autoritzats per al blanc són: Hondarribi zuri (courbu), Hondarribi Zuri Zerratia (petit Courbu), Izkiriota (Manseng gruixut), Riesling i Chardonnay (permès); pel rosat i el vermell: Hondarribi beltza.
En el transcurs dels últims anys, altres municipis de la regió han començat igualment a produir xacolí, incloent-hi Orio, Zumaia, Arrasate, Eibar, Mutriku, Deba, Zestoa, Hondarribia, Villabona, Urnieta, Oñati, Beizama, Zerain i Olaberria.
El Getariako Txakolina ha d'arribar properament a 30.000 hectolitres anualment amb la incorporació de les vinyes d'Hondarribia, d'Oñati, d'Arrasate o de Zumaia. Hi haurà 300 hectàrees i la producció augmentarà d'un milió de litres anualment.
- Xacolí d'Àlaba

El xacolí d'Àlaba (Arabako Txakolina en basc, Chacolí de Álava en espanyol) és situat a l'extrem nord-oest de la província d'Àlaba. Aquest xacolí ha obtingut molt recentment la certificació DO, el 2002. El seu color és groguenc, és molt àcid i lleugerament escumós. És cultivat sobre escasses 55 ha al voltant de les ciutats d'Aiara, Amurrio, Artziniega, Laudio i Okondo. A finals del segle xix, les vinyes eren cultivades sobre més de 500 ha, però no quedaven més que 5 ha a la fi del segle xx, abans del recent renaixement.
Els raïms més correntment utilitzats per a aquest xacolí són Hondarribi Zuria («Blanc Hondarribi») però altres raïms són igualment autoritzats: Bordeleza Zuria (Folle Blanche), Izkiriota Ttipia (Petit Manseng), Izkiriota (Gros Manseng) i Courbu.
- Xacolí de Biscaia

El xacolí de Biscaia ( Bizkaiko Txakolina en basc, Chacolí de Vizcaya en espanyol) és produït en la major part de Biscaia, a excepció de l'extrem oest de la província, o sigui la comarca d'Enkarterri. Va ser el segon xacolí a rebre la certificació DO el 1994.
És cultivat sobre aproximadament 150 ha i a vuitanta-cinc pobles i ciutats de la província amb una producció d'uns 7.000 hectolitres cada any. La qualitat del xacolí varia com les condicions microclimatiques.
Les varietats autoritzades són: Hondarribi Beltza, Ondarrabi Zuri Zerratia (Petit Courbu), Mune Mahatsa (Folle Blanche), Izkiriota (Gros Manseng), Izkiriota Ttippia (petit Manseng), Sauvignon blanc, Riesling, Chardonnay i Hondarribi Zuri.
Històricament, una altra varietat de vermell lleuger anomenada Oilar begi («ull de pollastre») ha estat igualment utilitzada. Aquesta última, que havia desaparegut gairebé, fa ara una lenta tornada.
- Xacolí fora del País Basc

El xacolí era també tradicionalment produït en certs municipis de les províncies adjacents al País Basc, en particular a la regió cantàbrica de Trasmiera fins al final del segle xix. El xacolí és encara produït a Cantàbria però a una escala molt limitada. És produït en el municipi de Valle de Mena a la província de Burgos on s'estan fent esforços per rebre la certificació DO.

### Estructura de les explotacions
| Txakolí             | Area (ha) | Productors | Magatzems | Volum (hl) |
| ------------------- | --------- | ---------- | --------- | ---------- |
| Arabako Txakolina   | 60        | 13         | 1         | 2400       |
| Bizkaiko Txakolina  | 255       | 254        | 73        | 9585,71    |
| Getariako Txakolina | 180 *     | 40         | 17        | 10000 *    |

### Tipus de vins i gastronomia

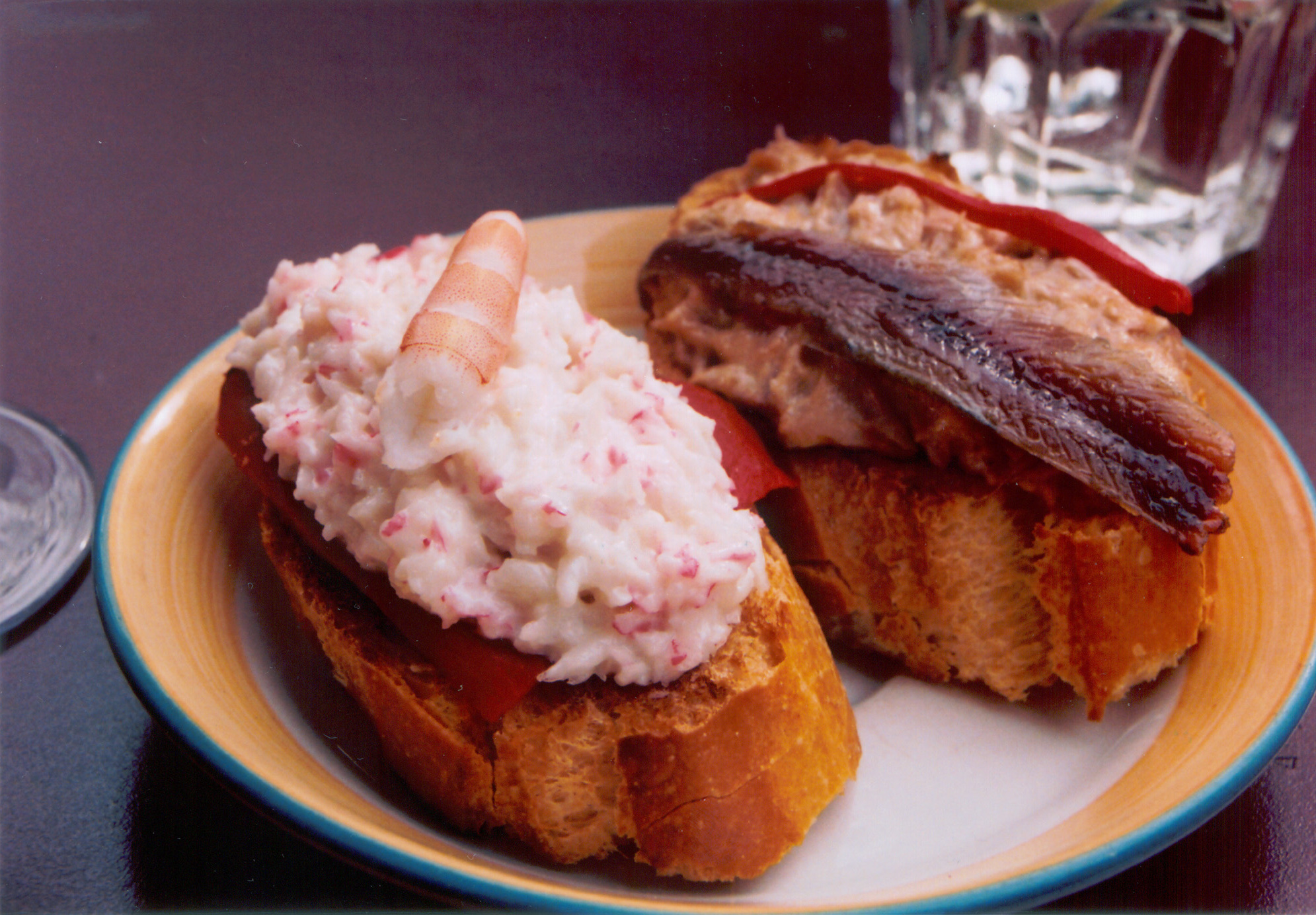
Pintxo

Normalment se serveix com a aperitiu i pot ser begut en l'any d'embotellament, ja que no pot ser emmagatzemat durant llargs períodes. La varietat més comuna és d'un verd pàl·lid però també existeixen les varietats vermelles i rosades. Quan està a punt, és de manera normal abocat en grans gots, sovint amb acompanyament de pintxos. Té generalment un grau d'alcohol situat entre un 9.5%i un 11,5%.

### Comercialització
S'ha d'assenyalar que productors comercialitzen els seus vins directament a Internet: (castellà) Tenda oficial de las DOs d'Euskadi Arxivat 2011-10-19 a Wayback Machine.
El Palau de Mendibile del Segle XVIII a Leioa, prop de Bilbao allotja avui un museu dedicat al txakolí, el museo del txakolí-txakolínaren museoa que explica la història d'aquest vi i posseeix una gran col·lecció de material enològic utilitzat per a la seva fabricació.